# Tyykiluoto
Tyykiluoto är en mindre ort i Ijo kommun i Norra Österbotten som ligger omkring 4 mil norr om Uleåborg.